# Victim of Ritual
Victim of Ritual è un singolo della cantante finlandese Tarja Turunen, pubblicato nel 2013 ed estratto dall'album Colours in the Dark.
Il brano, scritto da Tarja Turunen, Anders Wollbeck e Mattias Lindblom, è ispirato al movimento orchestrale del Boléro di Maurice Ravel.

## Tracce
CD
1. Victim of Ritual – 5:54
2. Victim of Ritual – 4:44
3. I Walk Alone – 4:05
4. Underneath – 5:33

Vinile
1. Victim of Ritual – 5:54
2. Victim of Ritual – 4:44